# صالون شهرزاد (مسلسل)
صالون شهرزاد سلسلة مغربية من إنتاج قناة دوزيم وإخراج أمير رمسيس.

## طاقم العمـل
- بطولة :
- فضيلة بن موسى
- طارق البخاري
- إلهام علمي
- فاطمة الزهراء بناصر
- زنيب عبيد
- هالة لحلو
- يوسف جندي
- الإخراج :
- أمير رمسيس

## القصة
غيثة فتاة بسيطة لا تعير اهتماما لمظهرها الخارجي، تجد نفسها بين ليلة وضحاها مجبرة على العمل في صالون للحلاقة.
تدور أحداث السلسلة حول شابة فقدت والدتها وتعيش إلى جانب والدها وأخيها. تبلع هذه الشابة من العمر 22 عاما وتدعى غيتة، لم تكن غيتة تهتم بأنوثتها نتيجة التربية التي تلقتها، كما أنها لم تكن جميلة جدا وكانت تحتقر الفتيات اللواتي لا يفكرن إلا في الاهتمام لمظهرهن الخارجي. لقد كافحت هذه الشابة من أجل أتمام دراستها وحصلت على الإجازة في الأدب وكانت تحلم دائما بأن تصبح صحفية.
أحلام غيتة لم ولن تتحقق، فبعد حادث شغل تسبب في إعاقة لوالدها، اضطرت للبحث عن عمل، فقادتها الأقدار إلى إحدى صالونات الحلاقة، وهو الأمر الذي لم تضعه في حساباتها بالمرة
خضعت غيتة للأمر الواقع، وكان عليها أن تترك كل الأحكام المسبقة جانبا... لتبدأ مرحلة جديدة تتصالح فيها مع أنوثتها
إخراج: أمير رمسيس
بطولة: نادية بنزاكور، إلهام علمي، طارق بخاري، زنيب عبيد، هالة لحلو، يوسف جندي، فضيلة بنموس